# باكو دو لوميار
باكو دو لوميار هي بلدية في البرازيل، تتبع مارانهاو، بلغ عدد سكانها 105٬121  نسمة، في 2010، تبلغ مساحتها 132٫410 كيلومتر مربع.